# Anwar Fazal
Anwar Fazal (15 juillet 1941 à Sungei Bayor, Selama, Malaisie) est un militant de l'environnement. Il a été formé à l'Université de Malaisie en Économie et science de l'éducation. Anwar Fazal est un des personnages les plus influents dans le mouvement des consommateurs dans le monde entier. Anwar Fazal est récipiendaire du Prix Nobel alternatif en 1982.

## Biographie
Né à Sungei Bayor, Anwar Fazal est fier de ses racines et de sa culture. Sa famille quitte cette petite ville en 1944 en raison de la guerre pour Taiping. Ses parents sont originaires de Jullandar au Pendjab.
Sa famille exploitait une entreprise appelée Fazal Brothers Mohamad à Taiping. Il étudie à l'école King Edward VII. La famille déménage à Penang en 1958 où il s'inscrit à l'École libre Penang (la plus ancienne école en Malaisie ... fondée en 1816). Dynamique, il est Président d'un syndicat étudiant (UMSU).
En 1964, il reçoit la Médaille d'Or de l'Université. Diplômé en Économie et Éducation, il commence sa carrière comme enseignant à Victoria Institution et au Royal Military College pour la Malaisie. Puis, il travaille comme fonctionnaire dans différents départements gouvernementaux, siégeant en tant que secrétaire adjoint du Conseil de la ville de George Town, Secrétaire Particulier du Ministre principal de Penang et directeur de la Société de développement de Penang. Anwar Fazal travaille sous différents gouvernements : le Front socialiste, l'Alliance, le Gerakan, le Conseil national des opérations (CNO) et la National Barisan.
En 1972, il a reçu la prestigieuse bourse Eisenhower pour étudier aux États-Unis, puis en Grande-Bretagne en vertu d'un programme du British Council pour y étudier les nouvelles villes.
En 1978, il s'investit à temps plein pour la société civile, principalement l'Organisation Internationale des Unions de Consommateurs (IOCU), un organisme indépendant, sans but lucratif qui relie les activités des organisations de consommateurs dans plus de la moitié des pays du monde, dont il a été la première personne du tiers-monde à devenir président.
Au cours des quatre années suivantes, Anwar Fazal galvanise le mouvement international des consommateurs. Il participe à la fondation d'un certain nombre de réseaux mondiaux, qu'il a appelé «une nouvelle vague du mouvement des consommateurs», dont:
- CONSUMER INTERPOL - un système mondial d'alerte sur les produits dangereux, leurs procédés de fabrication et leurs déchets;

- IBFAN - International Baby Food Action Network, une coalition de groupes actifs dans la campagne de préparation pour nourrissons;

- HAI - Health Action International, une coalition se concentrant sur les questions pharmaceutiques et

- PAN - Pesticides Action Network, une coalition mondiale de groupes de travail sur le danger des produits agrochimiques.

Anwar Fazal a été premier conseiller régional pour le Programme des Nations unies pour le développement (PNUD) de 1991 à 2004. En 2008, Anwar Fazal est devenu un membre du jury de la Fondation du Prix Nobel alternatif. Anwar Fazal est également directeur du Collège Right Livelihood, qui a été lancé en janvier 2009.
Depuis 2009, Anwar Fazal est président honoraire de l'Alliance Mondiale pour l'Allaitement Maternel (WABA).

## Reconnaissance
Anwar Fazal est récipiendaire du Prix Nobel alternatif en 1982, « pour son travail dans la promotion et la protection de l'intérêt public. ».

## Citation
« Nous avons besoin de créer un nouveau paradigme du développement et le bonheur que peuvent générer les trois dimensions de la paix : la paix avec nous-mêmes, la paix avec d'autres personnes et la paix avec la Terre-mère. Peu de personnes, faisant de petites choses dans des endroits un peu partout, peuvent changer le monde. »

— Anwar Fazal, Discours d'acceptation du 9 décembre 1982

## Œuvres
- (en) Anwar Fazal et La Leche League International Book, The Womanly Art of Breastfeeding, La Leche League International Book

### Autres sources

#### Sites étrangers
- (de) Jacqueline Ann Surin, « Remember, we are one », in : Revue en ligne de, sur .thenutgraph.com, the Nut Graph.com, 2009 (consulté le 19 mars 2010)

- (en) Cet article est partiellement ou en totalité issu de l’article de Wikipédia en anglais intitulé « Anwar Fazal » (voir la liste des auteurs).